# Васис
Васис — река в России, протекает по Тарскому району Омской области. Устье реки находится в 227 км по правому берегу реки Шиш. Длина реки составляет 30 км.
В устье реки находится село Васисс.
По данным государственного водного реестра России относится к Иртышскому бассейновому округу, водохозяйственный участок реки — Иртыш от впадения реки Омь до впадения реки Ишим, без реки Оша, речной подбассейн реки — бассейны притоков Иртыша до впадения Ишима. Речной бассейн реки — Иртыш.
Код объекта в государственном водном реестре — 14010100312115300006935.